# Francisco Nicolás Gómez Iglesias
Francisco Nicolás Gómez Iglesias (* 18. April 1994 in Madrid) ist ein spanischer Student der Rechtswissenschaften, der als Hochstapler von sich Reden machte. In den Medien verbreitete sich der Spitzname „Der kleine Nicolás“.
Gómez Iglesias gab sich seit 2011 als Gesandter des spanischen Ministerpräsidenten Mariano Rajoy, als Vertreter des spanischen Geheimdienstes CNI oder des Königshauses aus, um in die Nähe von Prominenten zu gelangen. Die Fotos davon veröffentlichte er auf sozialen Netzwerken. So entstanden Bilder mit dem Ex-Regierungschef José María Aznar, dem EU-Kommissar Miguel Arias Cañete oder der Madrider Bürgermeisterin Ana Botella. Auf einem Foto ist zu sehen, wie er dem neuen spanischen König Felipe VI. nach dessen Krönung die Hand küsst.
Als ein Geschäftsmann, bei dem er sich als Mitarbeiter der Vizepräsidentin Soraya Sáenz de Santamaría ausgab, in deren Büro nachfragte, wurde das Innenministerium beauftragt, seine Identität zu prüfen, woraufhin er aufflog. Im Dezember 2014 wurde er wegen Dokumentenfälschung, Betrug und übler Nachrede angeklagt.
Über die App „Dein Foto mit Nicolás“ kann Iglesias’ Kopf in Fotos Prominenter montiert werden. Über das Internet werden auf diesem Weg Bilder von ihm z. B. mit Barack Obama verbreitet.